# Mimusops oblongifolia
Mimusops oblongifolia är en tvåhjärtbladig växtart som beskrevs av Marcel Marie Maurice Dubard. Mimusops oblongifolia ingår i släktet Mimusops och familjen Sapotaceae.
Artens utbredningsområde är Réunion. Inga underarter finns listade i Catalogue of Life.